# Het Nederlandsch Sportpark
El Het Nederlandsch Sportpark, també anomenat Oude Stadion, era un estadi esportiu que es trobava a la ciutat d'Amsterdam, als Països Baixos. El 1912 Harry Elte guanyà un concurs per a la construcció d'un estadi nacional. Les obres finalitzaren el 1914.
Durant molts anys fou l'únic estadi dels Països Baixos que tenia unes grades construïdes amb totxanes i fou el principal estadi d'Amsterdam fins a la construcció de l'Estadi Olímpic d'Amsterdam pels Jocs Olímpics d'Estiu de 1928. L'estadi tenia una capacitat per a 29 000 espectadors i era emprat, principalment, per a partits de futbol i proves de ciclisme,, moment en què la seva capacitat era reduïda a 17 000 espectadors.
Fou seu dels Jocs Olímpics d'Estiu de 1928, acollint dos partits de futbol i hoquei sobre herba. L'estadi fou enderrocat un any després per a la construcció d'un complex de vivendes.